# Algemene Sein Industrie
De Algemene Sein Industrie (ASI) werd in 1961 opgericht door het Amerikaanse General Railway Signal Company (GRS) en de Nederlandse Standard Electric Maatschappij (NSEM), tegenwoordig Alcatel. Het hoofdkantoor bevond zich aan de Leyweg te 's-Gravenhage en werd in 1962 verplaatst naar de Mariaplaats te Utrecht. Dit bedrijf nam de activiteiten van Spoorweg Sein Industrie SSI en Spoorwegbouwbedrijf Spbb met betrekking tot de spoorwegbeveiliging over. In 1973 verhuisde ASI naar het PUEM-gebouw aan de Croeselaan. Tot augustus 2016 bevond zich dit bedrijf aan de Moeder Teresalaan te Utrecht, nu is het gevestigd op Vliegend Hertlaan 45 Utrecht In 1998 werd het bedrijf, toen SASIB Railway geheten, deel van het Alstomconcern. 
SASIB was een Italiaans bedrijf dat onder meer de Europese en Amerikaanse activiteiten van GRS had overgenomen.